# Лорингофен, Иоганн Фридрих фон
Иоганн Фридрих фон Лоринкгофен (нем. Johann Freitag von Loringhoven; ок. 1430 — 26 мая 1494) — магистр Ливонского ордена с 1483 года и по 1494 год.

## Биография
В 1472—1485 годах занимал должность комтура Таллина (Ревеля). В ноябре 1483 года после отставки ливонского магистра Берда фон дер Борха ревельский комтур Иоганн Фридих фон Лоринкгофен был избран новым ландмейстером Ливонского Ордена. Несмотря на это, только в 1486 году после смерти Берда фон дер Борха Иоганн Фридрих фон Лоринкгофен был утвержден в своей должности великим магистром Тевтонского Ордена Мартином Трухзесом фон Ветцхаузеном. Иоганн Фридрих фон Лоринкгофен, ранее занимавший должность ревельского комтура, имел большое количество сторонников среди рыцарства Северной Эстонии.
Ливонский магистр Иоганн фридрих фон Лоринкгофен продолжил борьбу против Рижского архиепископства. Рижане осадили ливонский замок Вейсенштейн.
20 декабря 1483 года в Риге скончался рижский архиепископ Стефан фон Грубен. После его смерти началась борьба за вакантную должность. Рижане объявили своим кандидатом графа Генриха Шварцбургского, великий магистр Тевтонского Ордена Мартин Трухзес фон Ветцхаузен предложил орденского канцлера Николая Крейдера, а ливонский магистр Иоганн Фридрих фон Лоринкгофен — Михаиэля Хильдебранда. В 1484 году папа римский Иннокентий VIII, получив взятку от ливонского магистра в размере 3 тыс. гульденов, назначил новым архиепископом Риги Михаэля Хильдебранда. Многие рыцари и вассалы рижского архиепископа перешли на сторону ливонского магистра, но город Рига отказался признать нового архиепископа.
В феврале 1484 года магистр Иоганн Фридрих фон Лоринкгофен с армией подошел к Риге и осадил город.
Не имея возможности взять штурмом хорошо укрепленный город, ливонский магистр в марте решил вначале взять крепость Динамюнде, чтобы подорвать рижскую торговлю. 22 марта 1484 года рижское ополчение разгромило в битве под Динамюнде орденское войско. Были убиты комтуры гольдингенский, динабургский, зельбургский и ревельский, 23 знатных рыцаря, в том числе комтуры митавский, виндавский и зоннебургский были взяты в плен.
После поражение под Динамюнде ливонский магистр Иоганн Фридрих фон Лоринкгофен предложил рижанам заключить мир. Рижане потребовали от магистр сдачи крепости Вейсенштейн, но последний отказался.
В апреле 1484 года военные действия между Ригой и Орденом возобновились. Жители Таллина и Ростока прислали по морю в Ригу большой запас продовольствия и военных снарядов. 18 мая орденский гарнизон в Вейсенштейне капитулировал перед рижанами. Орденский замок в городе был разрушен.
В ответ ливонский магистр Иоганн Фридрих фон Лоринкгофен организовал нападение на архиепискпские владения. Кройцбург, Икскуль, Зесвеген и другие замки были взяты штурмом и разрушены. В июне начались мирные переговоры. 22 августа 1484 года между Орденом и Ригой было заключено перемирие.
Рижане отказывались принимать нового рижского архиепископа Михаэля Хильдебранда, который был ставленником ливонского магистра. Только после отставки графа Генриха Шварцбургского Михаэль Хильдебранд в марте 1486 года был принят рижанами.
14-15 марта 1486 года между Ливонским Орденом и Ригой был заключен вечный мир. Обе стороны вернули свои владения, захваченные противником во время военных действий. Орден обязался выкупить у рижан пленных рыцарей за 20 тыс. марок. Рижский орденский замок и крепость Динамюнде оставались под контролем города.
В 1489 году ливонский магистр Иоганн Фридрих фон Лоринкгофен начал новую войну против восставшей Риги. Во время войны отличился орденский ландмаршал Вальтер фон Плеттенберг. Рижане, несмотря на заключенный союз со Швецией, стали терпеть поражения. В марте 1491 года рижане были наголову разгромлены орденской армией. 30 марта 1491 года в Вольмаре между Ливонским Орденом и Ригой был заключен новый мирный договор. Рига вынуждена была подчиниться верховной власти Ордена. Рижский магистрат отказался от союза со шведами, освободил всех орденских пленников без выкупа. Рижане обязались за шесть лет выстроить разрушенный ими орденский замок Вейсенштейн, передать Ордену Динамюнде и все остальные территориальные приобретения.
Отношения между Московским княжеством и Ливонским Орденом продолжали ухудшаться. В 1492 году великий князь московский Иван III Васильевич построил напротив Нарвы каменную крепость Ивангород. В следующем 1493 году ливонский магистр Иоганн Фридрих фон Лоринкгофен, опасавшийся растущей мощи России, предложил московскому правительству продлить перемирие ещё на десять лет.
26 мая 1494 года ливонский магистр Иоганн Фридрих фон Лоринкгофен скончался в Вендене. 7 июля 1494 года новым магистром Ливонского Ордена был единогласно избран ландмаршал Вальтер фон Плеттенберг, который 9 октября 1494 года был утвержден в должности великим магистром Тевтонского Ордена Иоганном фон Тифеном.